# Свети Зосим (Созопол)
„Свети Зосим“ е българска църква в Созопол, област Бургас. Църквата е архитектурно-строителен паметник на културата с местно значение.

## История
Църквата се намира в парк в старата част на град Созопол. Построена е през 1857 г. върху руините на средновековна църква. Носи името на Свети Зосим Созополски, който се смята за светец-покровител на Созопол. Построена е по времето на Кримската война с помощта на двама англичани.

## Архитектура
Църквата е еднокорабна едноапсидна сграда, изградена от дялани къмъни. В нея се съхраняват икони на созополски зографи Яни и Димитър, както и ценни икони от втората половина на ХІХ век. Над входа на църквата е вградена паметна плоча от V в. пр. Хр., посветена на жена, жител на древния град Аполония.